# Danute Bankaitis-Davis
Danute "Bunki" Bankaitis-Davis (2 de gener de 1958 - 29 de gener de 2021) va ser una ciclista estatunidenca. Va aconseguir una medalla d'or, als Campionat del Món de contrarellotge per equips de 1992.

## Palmarès
- 1986
  - Vencedora d'una etapa al Coors Classic
- 1987
  - 1a al Tour de Texas i vencedora de 2 etapes
- 1988
  - 1a al Postgiro i vencedora d'una etapa
  - 1a al Tour de Texas i vencedora d'una etapa
  - Vencedora d'una etapa al Bisbee Tour
  - Vencedora d'una etapa al Coors Classic
- 1989
  - Vencedora de 2 etapes al Tour de Texas
  - Vencedora d'una etapa al Tour de França
- 1990
  - 1a al Tour de Toona i vencedora de 2 etapes
  - Vencedora d'una etapa al Postgiro
- 1992
  -  Campiona del món en contrarellotge per equips (amb Jan Bolland, Jeanne Golay i Eve Stephenson)
  - Vencedora d'una etapa al Bisbee Tour
  - Vencedora d'una etapa a la Women's Challenge